# Papiro 21
Il Papiro 21 ({\displaystyle {\mathfrak {p}}}21) è uno dei più antichi manoscritti esistenti del Nuovo Testamento, datato paleograficamente agli inizi del III secolo. È scritto in greco.

## Contenuto del papiro
{\displaystyle {\mathfrak {p}}}21 contiene una piccola parte del Vangelo secondo Matteo (12,24-26.32-33).
Il testo del codice è rappresentativo del tipo testuale misto. Kurt Aland lo ha collocato nella Categoria III.
È attualmente ospitato presso la Muhlenberg College (P. Oxy. 1227; Theol. Pap. 3) in Allentown, Pennsylvania.